# 高田誠一
高田 誠一（たかだ せいいち、1960年1月6日 - 2004年7月29日）は、日本の歌手。長崎県出身。血液型B型。

## 来歴
- 1981年 - ドラマ「警視-K」に出演。その後、BLACK CATSを結成。
- 1986年 - BLACK CATSを解散。1994年の再結成期まで姿を見せなくなる。
- 1999年 - BLACK CATSの再結成期を終えた後、活動拠点を故郷の長崎県に移す。
- 2004年7月29日 - 白血病のため、死去、44歳。